# مارنهایم
مارنهایم (به آلمانی: Marnheim) یک شهر در آلمان است که در دنرسبرگکرایس واقع شده‌است. مارنهایم ۱٬۶۷۵ نفر جمعیت دارد.